# Diarreia crônica
A diarréia é a perda de fluidos e eletrólitos nas fezes, podendo ser classificada como aguda, persistente e crônica, além de mudanças quanto a consistência, podendo ter sangue, pús ou secreções. Quando passa o período de 14 dias, a classificação é de diarréia crônica. (SBP)
Em definições médicas, a diarréia crônica é definida segundo a Sociedade Brasileira de Pediatria como “perda entérica fecal de pelo menos 10 g/kg/dia em lactentes e 200 g/dia para crianças maiores, pelo prazo superior a 14 dias de duração”.

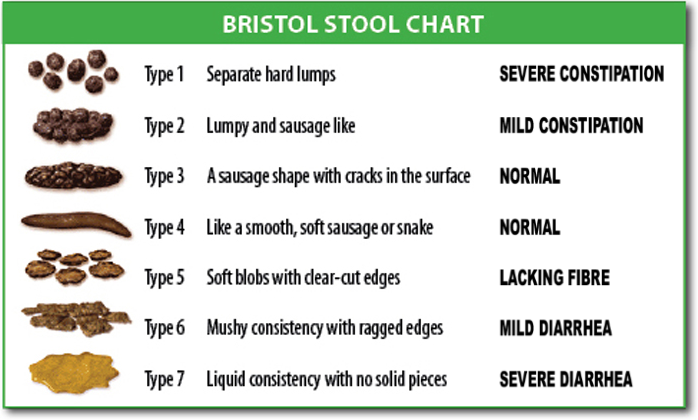
Escala de Bristol

Pela Sociedade Britânica de Gastroenterologia a definição é uma alteração persistente da consistência das fezes, caracterizada como 5 a 7 no escore de Bristol, além de aumento na frequência com duração maior 4 semanas.

## Causas
Basicamente, pode-se dividir em dois grandes grupos de causas infecciosas e não infecciosas. Das causas infecciosas, os mais comuns são os agentes bacterianos e virais, além de protozoários.
Já no grupo das causas não infecciosas, as possibilidades são ainda maiores, podendo variar entre exógenas (que se baseiam na ingestão alta de algumas substâncias como café, chás, medicamentos, entre outros) ou endógenas, ou seja, que acontecem dentro do organismo humano.
Dentre as endógenas, elas podem ser classificadas como:
- Metabólicas
- Medicamentosas
- Endocrinológica
- Neoplásicas

Condições que podem possuir diarréia crônica como parte de seus sintomas são Fibrose Cística, Pancreatite Crônica, alergias e intolerâncias alimentares, Doença Celíaca, Doença de Crohn, Retocolite Ulcerativa, Síndrome do Intestino Irritável e alguns cânceres. Por isso, é de extrema importância procurar um profissional para o melhor manejo.
Comuns:
- Doença inflamatória intestinal (Doença de Crohn e retocolite ulcerativa)
- Excesso de secreção biliar
- Dieta (cafeína, álcool)
- Deficiência de lactase
- Câncer colorretal
- Doença Celíaca: Doença com fator genético na sua predisposição, de caráter autoimune e com sensibilidade ao glúten. Apresenta fezes com coloração  alterada, distensão abdominal, anemia ferropriva. Seu diagnóstico se dá a  partir de uma endoscopia digestiva alta e seu tratamento é feito com restrição  ao glúten e uso de terapia de corticoide.[4]
- Drogas (antibióticos, antiinflamatórios não esteroidais, produtor com magnésio, hipoglicemiantes, antineoplasicos, outros)

Infreqüente:
- Crescimento bacteriano aumentado
- Isquemia mesentérica
- Lipoma
- Causas cirúrgicas (síndrome do intestino curto)
- Pancreatite crônica
- Carcinoma pancreático
- Hipotireoidismo
- Diabetes
- Giardíase
- Fibrose cística

Raro:
- Outras enteropatias menores (Doença de Whipple, Linfangiectasia Intestinal).
- Hipoparatireoidismo
- Doença de Addison
- Tumores secretores de hormônio (gastrinoma)
- Neuropatia autonômica
- Diarréia Fatídica
- Diarréia de Brainerd (causa não definida)

## Mecanismos
A diarréia pode ocorrer através de diversos mecanismos diferentes, sendo comumente classificados como:
●    Osmótica: Ocorre quando os solutos ingeridos são pouco absorvíveis e osmoticamente ativos, fazendo com que o cólon faça a absorção adequadamente. Clinicamente eles aumentam com o aumento do consumo do soluto e cessa com o jejum ou com a ingestão do causador.
Exemplos de causas de diarréia osmótica:
- Laxantes osmóticos
- Deficiência de lactase e outros dissacarídeos

●    Secretória: Provocadas por distúrbio no transporte hidroeletrolítico. Clinicamente são caracterizadas por eliminações fecais de grande volume e aquosa, indolor e persistente com o jejum. O consumo constante de álcool pode causar esse tipo de diarreia devido a lesão dos enterócitos e comprometimento da absorção de água e sódio, outras causas são medicamentos laxantes, ingestão de toxinas ambientais (arsênio), presentes também em doença de Crohn ou em caso de ressecção com menos de 100 cm do íleo terminal
Exemplos de causas de diarréia secretória:
- Laxativos estimulantes exógenos
- Outros fármacos e toxinas
- Diarreia secretora idiopática ou diarreia de ácido da bile
- Certas infecções bacterianas
- Ressecção, doença ou fístula intestinal (↓ absorção)
- Tumores produtores de hormônios (carcinoide, Vipoma, câncer medular da tireoide, mastocitose, gastrinoma, adenoma colorretal viloso)
- Doença de Addison

●    Inflamatória: Alteração na absorção da mucosa por alteração inflamatória, que lesiona e leva a morte dos enterócitos, e não consegue absorver ou transportar açúcares, aminoácidos ou eletrólitos, ocorre a diarreia. São associadas a febre, mal-estar, sangramento e qualquer outro indício de inflamação. Dependendo do local da lesão o paciente pode apresentar má absorção de lipídios e nutrientes.
Exemplos de causas de diarréia inflamatória:
- Doença inflamatória intestinal idiopática (de Crohn, retocolite ulcerativa crônica)
- Colites linfocítica e colagenosa
- Doença de mucosa imunorrelacionada (imunodeficiências de 1° ou 2° graus, alergia alimentar, gastrenterite eosinofílica, doença do enxerto versus hospedeiro)
- Infecções (bactérias invasivas, vírus e parasitas, diarreia de Brainerd)
- Lesão por radiação

●    Esteatorréia: Quadros em que há uma disabsorção de lipídios secundária a má absorção ou má digestão. Presença de fezes gordurosas, cheiro forte e difíceis de ecoar, geralmente pacientes com esse tipo de diarreias possuem deficiência nutricional e de aminoácidos devido a má absorção concomitante destes
Exemplos de causas de diarréia esteatorréica:
- Má digestão intraluminal (insuficiência pancreática exócrina, proliferação bacteriana, cirurgia bariátrica, doença hepática)
- Má absorção na mucosa (doença celíaca, doença de Whipple, infecções, abetalipoproteinemia, isquemia, enteropatia induzida por medicamento)
- Obstrução pós-mucosa (obstrução linfática de 1° ou 2° graus)

●    Funcional: A hipermotilidade intestinal está associada a outro mecanismos de diarréia, mas como uma causa primária não é comum e é um diagnóstico de exclusão.
Exemplos de causas de diarréia por dismotilidade:
- Síndrome do intestino irritável (inclusive SII pós-infecciosa)
- Neuromiopatias viscerais
- Hipertireoidismo
- Medicamentos (agentes pró-cinéticos)
- Pós-vagotomia

## Epidemiologia
Estima-se que ela ocorra entre 3 a 5% da população, sendo mais presente nas pessoas acima dos 60 anos

## Sintomas
Primeiramente podem ser semelhantes ao da diarréia aguda, mas com a duração maior de dias. Dentre eles, os mais comuns são:
- Cólicas abdominais;
- Aumento de flatulências;
- Dores abdominais e/ou retais;
- Mal-estar;
- Urgência fecal;
- E possíveis emeses e ou náuseas.

As diversas causas também possuem sintomas mais específicos somados ao citados acima, como febre, sede, perda de apetite, perda de peso, desidratação, disenteria, entre outros, e seu agravamento pode ser considerado uma emergência médica e também pode levar ao óbito. Por isso, deve-se manter atento aos sinais de alerta, citados a seguir.
Sinais de alerta:
- Início dos sintomas após 50 anos de idade
- Sangramento retal ou melena (fezes com coloração escura e muito fétida)
- Dor noturna ou diarréia
- Dor abdominal com caráter progressivo
- Perda de peso inexplicável, febre ou outro sintoma sistêmico
- Anormalidades laboratoriais (anemia ferropriva ou proteína C reativa)
- História familiar de doença inflamatória intestinal ou câncer colorretal

Se possuir sinais de alerta, somados à diarreia severa, ou suspeita de qualquer doença intestinal de origem inflamatória, deve-se procurar um Gastroenterologista para melhor avaliação da condição.

## Tratamento
O tratamento se baseia em anamnese médica completa, a fim de descobrir a causa da diarréia e conseqüente extinção dela, assim como correção de alguns parâmetros do paciente que podem estar alterados, como desde a desidratação:
- Antimicrobianos : 
  - Escolha fluoroquinolonas (como a ciprofloxacina) ou macrolídeos (como a azitromicina). (Nas infecções por E. coli que produzem Shigella, o tratamento empírico com antibióticos deve ser evitado)
  - Se houver diarreia aquosa, prolongada ou persistente, não é recomendado o uso de medicamentos antibacterianos para tratamento empírico, exceto no caso de história de viagens internacionais.
  - Em crianças menores de 3 meses, a primeira escolha é uma cefalosporina de terceira geração (como a ceftriaxona) ou outra opção com uma concentração mais alta no sistema nervoso central (como a azitromicina).
- Reidratação:
  - No caso de falha do tratamento oral ou desidratação grave, choque ou alteração do nível de consciência, são recomendadas soluções isotônicas intravenosas, como cristais.
  - Pacientes com deficiência ou intolerância podem ser administrados por sonda nasogástrica
- Alívio sintomático:
  - Medicações de ação antimotilidade: agindo para diminuir a atividade muscular intestinal, diminuindo o trânsito intestinal. (Deve ser evitada em menores de 18 anos de idade com diarréia aguda. Pode ser prescrita em adultos imunocompetentes com diarreia aquosa aguda, sendo suspensa em caso de febre ou suspeita de megacólon tóxico).
- Probióticos e Zinco:
  - Probióticos: Alívio da gravidade e duração dos sintomas em adultos e crianças imunocompetentes com quadro de diarreia infecciosa ou associada ao uso de antimicrobianos.
  - Suplementação oral de zinco: Abrevia a diarreia em crianças de 6 meses à 5 anos de idade  com sinais de desnutrição.
- Alimentação:
  - Mudança nos hábitos alimentares podem colaborar na melhora dos sintomas, como retirar derivados que contenham lactose (diarreia explosiva), ou glúten (desenvolvimento de doença Celíaca).[7][8]Referências

1. 1 2 3 4  Fujiyoshi, Sônia (2017). Tratado de Pediatria. Barueri: Manole
2. 1 2 3 4  Arasaradnam, Ramesh (13 de abril de 2018). «Guidelines for the investigation of chronic diarrhoea in adults: British Society of Gastroenterology, 3rd edition» (PDF). Sociedade Britânica de Gastroenterologia. Consultado em 23 de setembro de 2020 line feed character character in |titulo= at position 54 (ajuda)
3. ↑  Carvalho, Elisa (2012). Gastroenterologia e Nutrição em Pediatria. Barueri: Manole
4. ↑  «Diarreia crónica». GE Jornal Português de Gastrenterologia (em inglês) (3): 140–142. 1 de maio de 2012. ISSN 0872-8178. doi:10.1016/j.jpg.2012.04.005. Consultado em 24 de setembro de 2020
5. 1 2 3  Harrison. Longo, Dan L., editor. Principios de medicina interna. [S.l.: s.n.] OCLC 863716347
6. ↑  Dani, Renato. (2006). Gastroenterologia essencial. [S.l.]: Guanabara Koogan. OCLC 77542309
7. ↑  Suarez, Savaiano (6 de julho de 1995). «A comparison of symptoms after the consumption of milk or lactose-hydrolyzed milk by people with self-reported severe lactose intolerance». The New England Journal of Medicine. Consultado em 23 de setembro de 2020
8. ↑  «THE TREATMENT OF DIARRHOEA» (PDF). Organização Mundial da Saúde. 2005. Consultado em 23 de setembro de 2020